# Sarah Silverman Show
Sarah Silverman Show (The Sarah Silverman Program) è una sitcom statunitense del 2007, creata da Sarah Silverman, Dan Harmon e Rob Schrab.
La serie è stata trasmessa per la prima volta negli Stati Uniti su Comedy Central dal 1º febbraio 2007 al 15 aprile 2010, per un totale di 32 episodi ripartiti su tre stagioni. In Italia è stata trasmessa su Comedy Central dal 23 settembre 2008.

## Episodi
| Stagione         | Episodi | Prima TV USA | Prima TV Italia |
| ---------------- | ------- | ------------ | --------------- |
| Prima stagione   | 6       | 2007         | 2008            |
| Seconda stagione | 16      | 2007-2008    | 2008            |
| Terza stagione   | 10      | 2010         | 2010            |

## Personaggi e interpreti
- Sarah Jane Anastasia Silverman, interpretata da Sarah Silverman, doppiata da Monica Ward.
- Laura Jane Silverman III, interpretata da Laura Silverman, doppiata da Laura Romano.
- Brian Damien Spukowski, interpretato da Brian Posehn, doppiato da Mino Caprio.
- Steven Ned Myron III, interpretato da Steve Agee, doppiato da Oreste Baldini.
- Agente Jay McPherson, interpretato da Jay Johnston, doppiato da Fabrizio Pucci.
- Doug.